# Lehre (Nedersaksen)
Lehre is een gemeente in de Duitse deelstaat Nedersaksen, en maakt deel uit van het Landkreis Helmstedt. Lehre telt 12.078 inwoners.

## Plaatsen in de gemeente Lehre
- Beienrode
- Essehof
- Essenrode
- Flechtorf
- Groß Brunsrode
- Klein Brunsrode
- Lehre
- Wendhausen

- Gemeinsame Normdatei: 4130456-1
- MusicBrainz: 5f6a16d0-73a8-4de0-8ddf-a04dfcb87864
- Virtual International Authority File: 150243597

Bahrdorf · 
Beierstedt · 
Büddenstedt · 
Danndorf · 
Frellstedt · 
Gevensleben · 
Grafhorst · 
Grasleben · 
Groß Twülpstedt · 
Helmstedt · 
Ingeleben · 
Jerxheim · 
Königslutter am Elm · 
Lehre · 
Mariental · 
Querenhorst · 
Räbke · 
Rennau · 
Schöningen · 
Söllingen · 
Süpplingen · 
Süpplingenburg · 
Twieflingen · 
Velpke · 
Warberg · 
Wolsdorf